# Juan Gálvez (piloto)

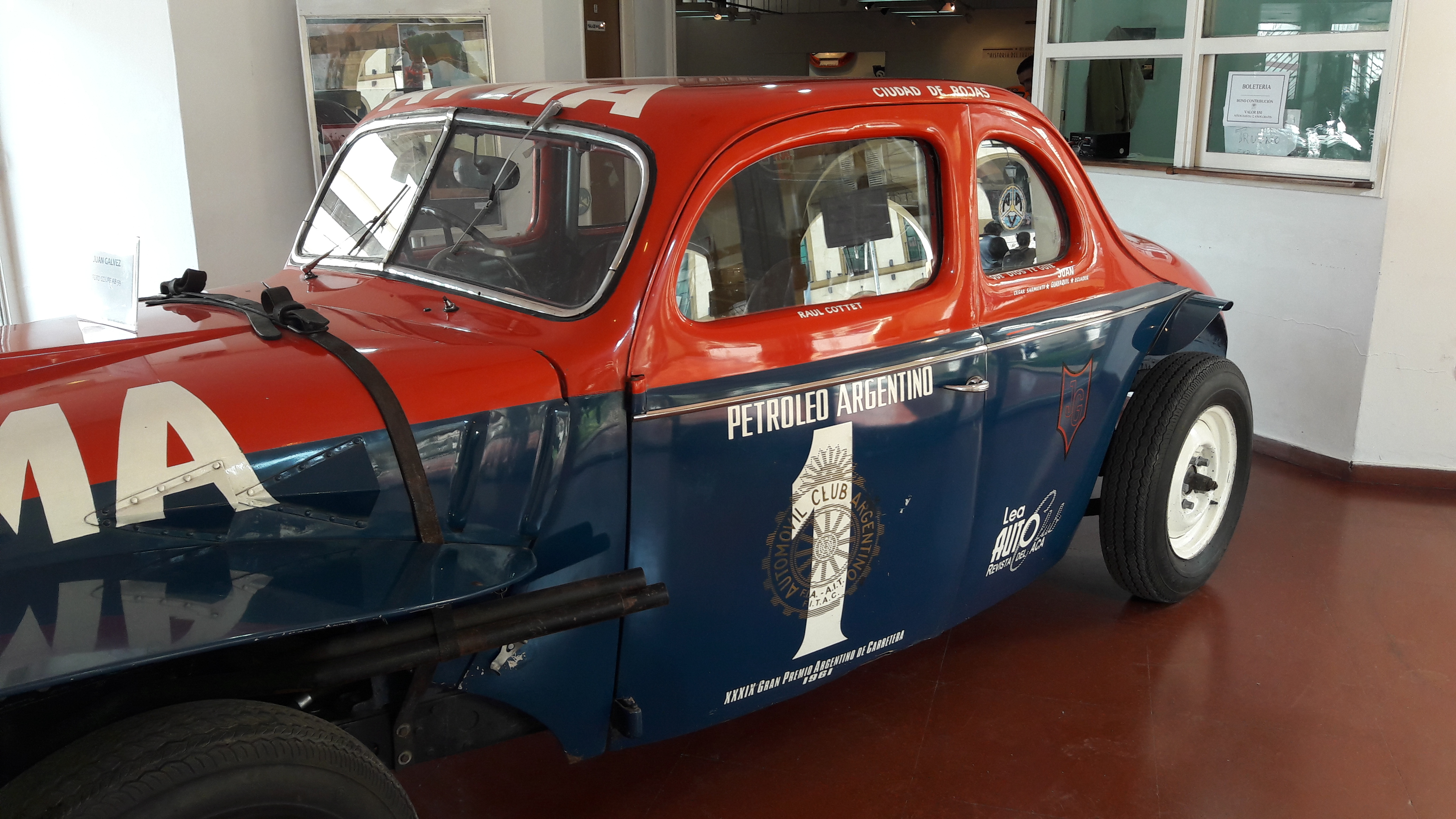
Ford utilizado por Gálvez en TC, en el Museo de Bellas Artes de Luján.

Juan Gálvez (Buenos Aires; 14 de febrero de 1916-Olavarría; 3 de marzo de 1963) fue un piloto de automovilismo argentino, hermano del también piloto Oscar Alfredo Gálvez. Es conocido por ser el máximo campeón del Turismo Carretera, con nueve campeonatos.

## Biografía
Junto a su hermano Oscar empezaron a correr juntos en Turismo Carretera, Juan comenzó a correr como acompañante de Oscar en las primeras pruebas de TC de fines de la década de 1930. pero después compitieron en diferentes vehículos. Juan Gálvez hizo su debut en las 1000 Millas del Automóvil Club de Avellaneda el 14 de diciembre de 1941, finalizando como escolta del vencedor, Juan Manuel Fangio. La primera victoria llegó el 22 de febrero de 1949, en la I Vuelta de Santa Fe.

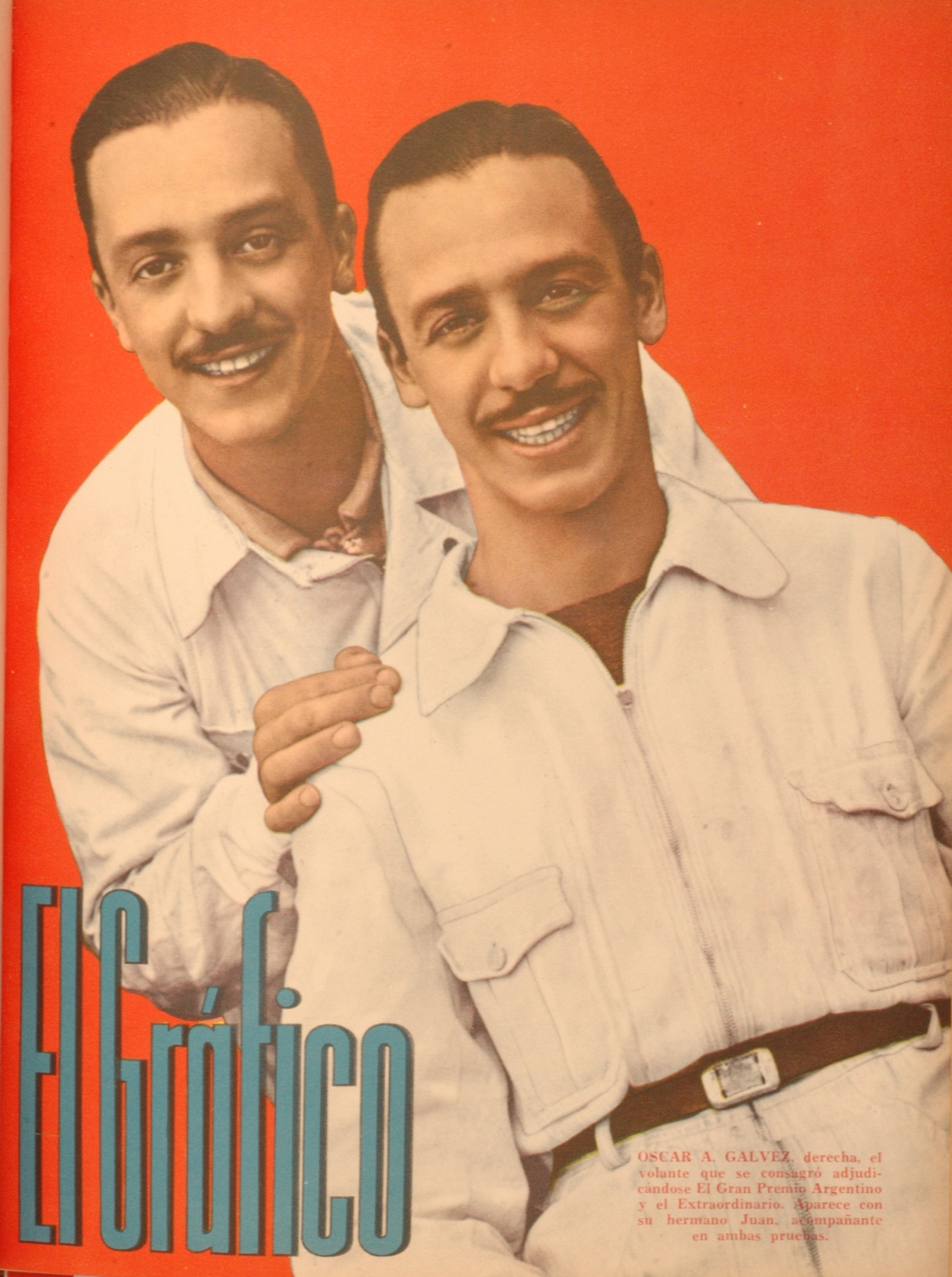
Juan (izquierda) junto a su hermano Oscar, 1939

Ganó nueve campeonatos de Turismo Carretera: 1949, 1950, 1951, 1952, 1955, 1956, 1957, 1958 y 1960. Su última victoria fue en la IV Vuelta de Laboulaye (1962), a bordo de un Ford. Falleció en la prueba de Olavarría de 1963 a los 47 años, en el que fue el único accidente de su carrera. En 13 años de automovilismo participó de 153 carreras, venciendo en 56 oportunidades. Se destacan sus victorias en el Gran Premio Argentino, siendo cinco como piloto y dos como copiloto de su hermano.
Mientras que Oscar participó en 309 carreras entre 1937 y 1964 dentro del territorio argentino, conquistando 90 victorias y 6 en el exterior. Fuera del TC, entre sus logros más importantes está, el de ser el primer argentino en vencer a los contundentes pilotos europeos, en el III Gran Premio Eva Duarte de Perón, el 6 de febrero de 1949, al volante de un Alfa Romeo en el circuito de Palermo.
Juan Gálvez falleció trágicamente el 3 de marzo de 1963 en una prueba de Olavarría a los 47 años. En 1980, la Fundación Konex le otorgó póstumamente un Diploma al Mérito como uno de los 5 mejores automovilistas de la historia de Argentina.
Fue enterrado en el Cementerio de la Chacarita, cuando su hermano Oscar murió en 1989, fue enterrado a su lado.

## Campeonatos TC y otras victorias
1949: Logra su primera victoria como volante y a la vez el primer título de Campeón de TC. Corre siete pruebas, ganando cinco, que fueron, la "Vuelta de Santa Fe"; "Circuito Turismo"; "Vuelta de la Pampa", "Vuelta de Entre Ríos" y "Gran Premio de la República".
1950: Corrió nueve competencias ganando en el "Circuito Turismo"; "Viña y Sierras" y en el "Gran Premio Argentino de Carreteras". Retuvo su título de Campeón de TC.
1951: Repite su participación en nueve pruebas, ganando en "La Tablada"; "Vuelta de Rojas"; el Gran Premio y la Mil Millas Argentinas. Se repite Campeón del TC.
1952: Siempre en TC gana en "La Tablada", "Mar y Sierras","Viña y Sierras", "Casilda" y "Vuelta de Tandil". Es el cuarto  consecutivo que conquista el campeonato.
1953: Corre catorce competencias ganando siete, que fueron: el "Premio Vendimia"; "Viña y Sierras"; "Premio Ciudad de Rafaela"; "Vuelta de Rojas"; "Vuelta Valle del Chubut" y dos carreras realizadas en el Autódromo Ciudad de Buenos Aires.
1954: Con menor participación, logra significativos triunfos en la "Vuelta de Olavarría", "Vuelta de Santa Fe","Vuelta de Rojas" y en el Autódromo.
1955: Gana en dos oportunidades en el Autódromo, en el "Gran Premio Ciudad de Rafaela". Sella su triunfo en Tres Arroyos, para ganar luego las Mil Millas Argentinas y las Copas "Víctor Irureta" y "José N. Dibur". Se consagra Campeón de TC.
1956: Corrió cuatro carreras ganando en "Premio Laboulaye" y en el "Gran Premio Argentino". Es Campeón de TC.
1957: Participa en nueve competencias con triunfo en el "Gran Premio de Santa Fe", en la Mar y Sierras, en la "Vuelta de Río Cuarto", en la "Vuelta de Hugues", en el "Premio Ciudad de Tres Arroyos" y en las "500 Millas Mercedinas". Es Campeón de TC.
1958: Corrió doce carreras triunfando en la "Vuelta de Santa Fe", la "Mar y Sierras", la "Vuelta del Oeste de Junín" y en el "Gran Premio Argentino".
1959: Tiene nueve participaciones y dos victorias, en la "Vuelta Sierras de Córdoba" y en la "Vuelta 9 de Julio".
1960: Participa en trece pruebas de TC ganando en la "Mar y Sierras", en la "Vuelta de La Pampa", en la "Vuelta de Arrecifes", en la "Vuelta de Rojas", en la "Vuelta de Hugues", en las "Mil Millas", en las "500 Millas Mercedinas" y en la "Vuelta de Pehuajó". Se anota en la historia con su último título de Campeón de TC.
1962: Corre doce carreras y gana en la "Vuelta Sur de Córdoba-Laboulaye".

## Filmografía
- Bólidos de acero (1950)